# Castello di Inverlochy
Il castello di Inverlochy è una rovina, resto di un castello del XIII secolo, vicino al villaggio di Inverlochy e alla città di Fort William nell'unità amministrativa scozzese delle Highland.

## Storia
Il castello fu costruito alla foce del fiume Lochy intorno al 1280 da John "Black" Comyn, signore di Badenoch e Lochaber, capo di un clan normanno sostenitore della rivendicazione inglese al trono scozzese nel XIII secolo. Questi era il discendente di immigrati normanni giunti in Scozia durante il regno di Davide I di Scozia (1124-53) il quale impiegò la competenza dei normanni nella costruzione di castelli per realizzare fortificazioni utili a tenere sotto controllo il paese ribelle. inizialmente i Comyn ebbero base nel sud della Scozia ma ben presto l'importanza della famiglia crebbe, soprattutto dopo che William Comyn divenne Cancelliere della Scozia; nel 1212 un suo discendente omonimo sposò Majorie, unica erede di Fergus, conte di Buchan e questo portò alla famiglia il controllo di vaste aree della Scozia settentrionale, inclusa Inverlochy dove tempo dopo fu costruito il castello come residenza e per garantire il controllo dell'accesso sud-occidentale al Great Glen. Dopo essere stati sconfitti nel 1314 nella battaglia di Bannockburn, le loro terre, incluso il castello, furono rivendicate da Roberto I di Scozia. Il castello ebbe un ruolo nella guerra civile, nel 1645, quando il monarchico Conte di Montrose sconfisse le forze guidate dal duca di Argyll nella seconda battaglia di Inverlochy. Nel 1654 il castello fu abbandonato per trasferirsi nel forte di legno di Oliver Cromwell a Fort William, sulle rive del Loch Linnhe, ritenuto più adatto.

## Descrizione
Il suo design è stato influenzato dalle fortificazioni gallesi contemporanee di Edoardo I d'Inghilterra in quanto è stato configurato in una disposizione quadrangolare simmetrica con quattro torri rotonde su ogni angolo collegate da una cinta muraria di oltre 3 metri di spessore. Questa struttura era circondata su tre lati da un fossato allagato dall'acqua dell'adiacente fiume Lochy che proteggeva il quarto e ultimo lato. La struttura aveva due porte, una sul lato sud e una a nord - entrambe protette da un barbacane.